# Aleut-hegylánc
Az Aleut-hegylánc egy 2600 km hosszú vulkanikus hegylánc az Alaszkai-félszigeten, az  Amerikai Egyesült Államokban, Alaszkában. A félszigeten a Chakachamna-tótól az Unimak-szigetig terjed, majd az Aleut-szigetekben folytatódik, mely geológiailag az Alaszkai-félszigethez tartozik.
A hegyláncban számos tűzhányó van. A szárazföldi rész 1000 km hosszú, az Aleut-szigetek, mely a félsziget meghosszabbítása, további 1600 km hosszú. A hivatalos megjelölésben az Aleut-hegyláncon  csak a szárazföldi részt értik.
A hegylánc és az itt található Katmai Nemzeti Park szinte teljesen lakatlan vadon, utak nincsenek, elérni csak hajón vagy repülőgépen lehet.
Az Aleut-hegylánc három részre osztható:
- Az Alaszkai-félsziget hegyei és az Unimak-sziget
- Chigmit-hegység
- Neacola-hegység

A hegylánc ismertebb részei:
- Alaszkai-félszigeten:
  - Mount Pavlof (2715 m)
  - Mount Veniaminof (2508 m)
  - Mount Denison (2318 m)
  - Mount Griggs, (2317 m)
  - Mount Douglas (2153 m)
  - Mount Chiginagak (2134 m)
  - Mount Katmai (2047 m)
- A Chigmit-hegységben:
  - Mount Redoubt (3108 m)
  - Iliamna Volcano (3054 m)
  - Double Peak (2078 m)
- Az Unimak-szigeten:
  - Mount Shishaldin (2857 m)
  - Isanotski Peaks (2446 m)
  - Pogromni Volcano (2002 m)

## Külső hivatkozások
- http://geonames.usgs.gov/pls/gnispublic/f?p=132:3:4072651941128412::NO::P3_FID,P3_TITLE:1890403,Tordrillo%20Mountains
- http://www.volcano.si.edu/world/region.cfm?rnum=1102 Archiválva 2012. október 19-i dátummal a Wayback Machine-ben
- http://pubs.usgs.gov/dds/dds-40/